# Jacques Goar
Jacques Goar, O.P. (Parigi, 1601 – Amiens, 23 settembre 1653), è stato un presbitero, filologo classico e bizantinista francese.

## Biografia
Entrò nell'Ordine domenicano il 2 maggio 1619 presso il convento dell'Annunciazione in Rue Saint-Honoré, e prese i voti il 24 maggio 1620. Lettore di filosofia e teologia nel convento di Toul, si dedicò con particolare assiduità allo studio della lingua greca, e venne inviato in Oriente dal maestro generale dell'Ordine, Nicolas Ridolfi, nel 1631. Visse sull'isola di Chio dal 1631 al 1637 e fu priore del convento domenicano di San Sebastiano e missionario apostolico. Tornò a Roma nel 1637, portando con sé un gran numero di manoscritti greci; a Roma divenne priore del convento di San Sisto. Entrò in relazione con gli studiosi italo-greci contemporanei come Leone Allacci, Basilio Falasca, Giorgio Koressio e Pantaleone Ligardio, con i quali mantenne anche successivamente una corrispondenza epistolare. Fu anche in rapporti con il cardinal Antonio Barberini, fratello di papa Urbano VIII e con il cardinal nipote Francesco Barberini, proprietari di una ricca biblioteca con molti manoscritti greci (successivamente incorporati nella Biblioteca Vaticana). Tornò a Parigi nel 1642, dove fu per breve tempo maestro dei novizi, ma si trasferì nuovamente a Roma nel novembre 1643 e vi rimase fino alla primavera del 1644. Tornato definitivamente in Francia il 24 luglio 1644, fu eletto vicario provinciale del suo ordine ad Amiens il 20 Aprile 1653 ed entrò in carica dopo la conferma papale il 19 settembre, ma morì solo quattro giorni dopo.

## Opere
Jacques Goar curò un'edizione annotata bilingue greco-latina dell'Eucologion, il principale libro liturgico della Chiesa ortodossa greca (Euchologion sive Rituale Græcorum complectens ritus et ordines divinæ liturgiæ, Parigi, 1647; seconda edizione corretta, Venezia, 1730; ristampa Graz, 1960). Contribuì al progetto del Corpus scriptorum historiæ byzantinæ (o "Byzantine du Louvre"), una grande edizione bilingue greco-latina delle opere degli storici bizantini, stampata in 28 volumi a Parigi tra il 1645 e il 1688 (con supplementi successivi). Goar contribuì all'opera curando i volumi: Georgii Cedreni Compendium historiarum [...] item Joannes Scylitzes Curopalates excipiens ubi Cedrenus desinit  (1647); Georgius Codinus curopalata: De officiis magnæ Ecclesiæ et aulæ Constantinopolitanæ (1648); Nicephori patriarchæ Breviarium chronologicum (1648); Georgii Monachi et S. P. N. Tarasii Chronographia ab Adamo usque ad Diocletianum (1652,
online); Theophanis Chronographia (postuma, 1655); Historia universalis Joannis Zonaræ ad manuscriptos codices recognita (postumo, 1687).
Quando morì lasciò incompiuta l'edizione del Syntagma Canonum di Matteo Blastares (canonista bizantino del XIV secolo): Collectio elementaris materiarum omnium sacris et divinis canonibus contentarum a Matthæo Blastare elucubrata simul et compacta e quella delle Memorie (Ἀπομνημονεύματα) del Concilio di Firenze di Silvestro Siropulo (pubblicate nel 1660 da Robert Creighton).